# Ödskölts socken
Ödskölts socken i Dalsland ingick i Vedbo härad, ingår sedan 1971 i Bengtsfors kommun och motsvarar från 2016 Ödskölts distrikt.
Socknens areal är 116,44 kvadratkilometer varav 106,65 land. År 2000 fanns här 411 invånare. Orten Ödskölt samt kyrkbyn Ödskölts kyrkby med sockenkyrkan Ödskölts kyrka ligger i socknen. 

## Administrativ historik
Socknen har medeltida ursprung.
Vid kommunreformen 1862 övergick socknens ansvar för de kyrkliga frågorna till Ödskölts församling och för de borgerliga frågorna bildades Ödskölts landskommun. Landskommunen uppgick 1952 i Bäckefors landskommun som 1971 uppgick i Bengtsfors kommun. Församlingen uppgick 2010 i Bäcke-Ödskölts församling.
1 januari 2016 inrättades distriktet Ödskölt, med samma omfattning som församlingen hade 1999/2000.
Socknen har tillhört län, fögderier, tingslag och domsagor enligt vad som beskrivs i artikeln Vedbo härad. De indelta soldaterna tillhörde Västgöta-Dals regemente och Vedbo kompani.

## Geografi
Ödskölts socken ligger söder om Bengtsfors kring södra delen av sjön Iväg. Socknen har odlingsbygd vid sjön och är i övrigt en småkuperad skogsbygd.

## Fornlämningar
Från stenåldern finns några boplatser och en hällkista. Från bronsåldern finns spridda gravrösen. Från järnåldern finns sex gravfält och två fornborgar.

## Namnet
Namnet skrevs 1502 Ödsäl och 1531 Eskholt och kommer från en gård. efterleden innehåller holt (hult), 'liten skog'. Förleden kan innehålla äske, 'bestånd av ask'.
Namnformen Ödskölds socken förekom före 1927.

## Befolkningsutveckling
| Befolkningsutvecklingen i Ödskölts socken 1780–1990                                                     | Befolkningsutvecklingen i Ödskölts socken 1780–1990 | Befolkningsutvecklingen i Ödskölts socken 1780–1990 | Befolkningsutvecklingen i Ödskölts socken 1780–1990 | Befolkningsutvecklingen i Ödskölts socken 1780–1990 |
| --- | --------------------------------------------------- | --------------------------------------------------- | --------------------------------------------------- | --------------------------------------------------- |
| |                                                     |                                                     |                                                     |                                                     |
| År |                                                     |                                                     | Folkmängd                                           |                                                     |
| 1780 | 1780                                                |                                                     | 645                                                 |                                                     |
| 1790 | 1790                                                |                                                     | 715                                                 |                                                     |
| 1800 | 1800                                                |                                                     | 697                                                 |                                                     |
| 1810 | 1810                                                |                                                     | 653                                                 |                                                     |
| 1820 | 1820                                                |                                                     | 797                                                 |                                                     |
| 1830 | 1830                                                |                                                     | 866                                                 |                                                     |
| 1840 | 1840                                                |                                                     | 1 090                                               |                                                     |
| 1850 | 1850                                                |                                                     | 1 242                                               |                                                     |
| 1860 | 1860                                                |                                                     | 1 417                                               |                                                     |
| 1870 | 1870                                                |                                                     | 1 442                                               |                                                     |
| 1880 | 1880                                                |                                                     | 1 244                                               |                                                     |
| 1890 | 1890                                                |                                                     | 1 106                                               |                                                     |
| 1900 | 1900                                                |                                                     | 1 138                                               |                                                     |
| 1910 | 1910                                                |                                                     | 1 106                                               |                                                     |
| 1920 | 1920                                                |                                                     | 1 024                                               |                                                     |
| 1930 | 1930                                                |                                                     | 897                                                 |                                                     |
| 1940 | 1940                                                |                                                     | 757                                                 |                                                     |
| 1950 | 1950                                                |                                                     | 671                                                 |                                                     |
| 1960 | 1960                                                |                                                     | 669                                                 |                                                     |
| 1970 | 1970                                                |                                                     | 513                                                 |                                                     |
| 1980 | 1980                                                |                                                     | 493                                                 |                                                     |
| 1990 | 1990                                                |                                                     | 482                                                 |                                                     |
| Anm: Källor: Umeå universitet - Tabellverket 1749-1859, Demografiska databasen, CEDAR, Umeå universitet |                                                     |                                                     |                                                     |                                                     |